# Осада Триполи (1289)
Осада Триполи — захват и уничтожение государства крестоносцев графства Триполи (в современном Ливане) египетскими мамлюками. Битва произошла в 1289 году и стала важным событием в истории крестовых походов, поскольку ознаменовала захват одного из немногих оставшихся основных владений крестоносцев.

## Контекст
Графство Триполи, хотя и было основано как государство крестоносцев и было населено преимущественно христианами, было в вассальной зависимости от Монгольской империи примерно с 1260 года, когда Боэмунд VI, под влиянием своего тестя Хетума I, короля Армении, заблаговременно заключил мир с наступающими монголами. Триполи посылали свои войска в помощь монголам во время осады Багдада в 1258 году, а также во время монгольского похода на Сирию в 1260 году, что вызвало ещё большие трения с мусульманами.
После того, как монголы уничтожили Багдад и Дамаск, центры халифатов Аббасидов и Айюбидов, центр исламского мира переместился в Каир, к египетским мамлюкам. Примерно в то же время монголы замедлились в своей экспансии на запад из-за внутренних конфликтов в широко раскинувшейся империи. Мамлюки воспользовались этим, чтобы продвинуться дальше на север из Египта и восстановить власть над Палестиной и Сирией, вытесняя монголов обратно в Персию. Мамлюки попытались взять Триполи в осаду в 1271 году, но вместо этого были вынуждены согласиться на перемирие из-за прибытия принца Эдуарда в Акко в этом же месяце, с началом девятого крестового похода. Мамлюки заключили перемирие также и с Эдуардом, хотя и выяснилось, что его силы были слишком малы, чтобы быть эффективными.
Монголы, со своей стороны, не показали, что способны защитить своё вассальное христианское государство Триполи. Абака-хан, лидер монгольского ильханата, который отправил послов в Европу в попытке сформировать франко-монгольский альянс против мусульман, умер в 1282 году. Его преемником стал Текудер, принявший ислам. Под руководством Текудера принявшие ислам монголы не были склонны защищать христианские территории от мусульманских завоевателей. Это дало ещё большую свободу действия мамлюкам, которые стали нападать на оставшиеся под управлением крестоносцев прибрежные города.
Текудер был убит в 1284 году, и его преемником стал сын Абака Аргун, который был более благосклонен к христианству. Он продолжил переговоры его отца с Европой о возможности формирования альянса, но по прежнему не проявлял большого интереса в защите Триполи. Между тем мамлюки продолжали расширять территории, находящиеся под их контролем, завоевав Маргат в 1285 году и Латакию в 1287 году.
Мусульманский султан Калаун ещё придерживался официального перемирия с Триполи, но сами христиане дали ему повод разорвать его. Христиане вели себя неразумно, так как, не поддерживая единого фронта против мусульман, они впали в конфронтацию друг с другом, из которых самый известный пример был спор между торговыми республиками Генуи и Венеции. Люсия Триполийская, правитель графства Триполи, была связана с генуэзцами, и поэтому выступала против венецианцев вместе с Бартоломео Эмбриакко из Жибелета. Венецианцы направили послов в Александрию, просить вмешательства мамлюков султана Калауна против генуэзцев, на том основании, что генуэзское потенциальное доминирование в Леванте станет препятствием для торговли мамлюков, если оставить всё как есть. Из-за венецианских послов Калаун, таким образом, получил оправдание разрыва его перемирия с Триполи и двинулся на север со своей армией.

## Осада
Калаун начал осаду Триполи в марте 1289 года, прибыв со значительной армией и большими катапультами. В ответ коммуна Триполи и знать дали верховную власть Люсии. В гавани в то время было четыре генуэзских галеры, две венецианских галеры и несколько небольших судов, преимущественно из Пизы. Подкрепления были направлены в Триполи тамплиерами, которые послали отряд под командованием Жофрея де Вандака и госпитальерами, пославшими отряд под командованием Матте де Клермона. Французский полк был отправлен из Акко под началом Жана де Грейи. Кипрский король Генрих II послал своего младшего брата Амальрика с компанией рыцарей и четырьмя галерами. Многие некомбатанты бежали на Кипр.
Мамлюки стреляли из катапульт, две башни вскоре рассыпались под обстрелом, и защитники в спешном порядке отступили. Мамлюки захватили рухнувшие стены и взяли город 26 апреля, завершив непрерывное 180-летнее христианское правление, самое длинное из всех основных франкских завоеваний в Леванте. Люсии удалось бежать на Кипр с двумя орденскими маршалами и Амальриком. Командир храмовников Пётр де Монкада был убит, также как и Бартоломео Эмбриакко. Большая часть населения города была перебита, хотя многим удалось бежать на корабли. Те, кто укрылся на соседнем острове Сен-Томас были захвачены мамлюками 29 апреля. Женщины и дети были взяты в качестве рабов, а 1200 заключенных были отправлены в Александрию, чтобы работать на строительстве нового арсенала султана.
Триполи был стерт с лица земли, и Калаун приказал построить новый Триполи в другом месте, в нескольких милях от старого, у подножия Мон-Пелерен. Вскоре другие близлежащие города были также захвачены, такие как Нефине и Ле Бутронь. Пётр Жибелет держал земли вокруг Жибеле (современный Библ) в течение примерно ещё 10 лет, в обмен на выплату дани султану.

## Последствия
Два года спустя Акко, последний крупный форпост крестоносцев в Святой земле был также взят в результате осады в 1291 году. Это, по мнению многих историков, символизирует конец крестовых походов, хотя было ещё несколько других территорий далее на север, например Тортоса и Шато де Пелерин. Однако последний из них, маленький гарнизон тамплиеров на острове Руад был захвачен в 1302 или 1303 году после осады. С падением Руада, пал последний клочок владений крестоносцев в Леванте.